# Meisjeshuis (Delft)

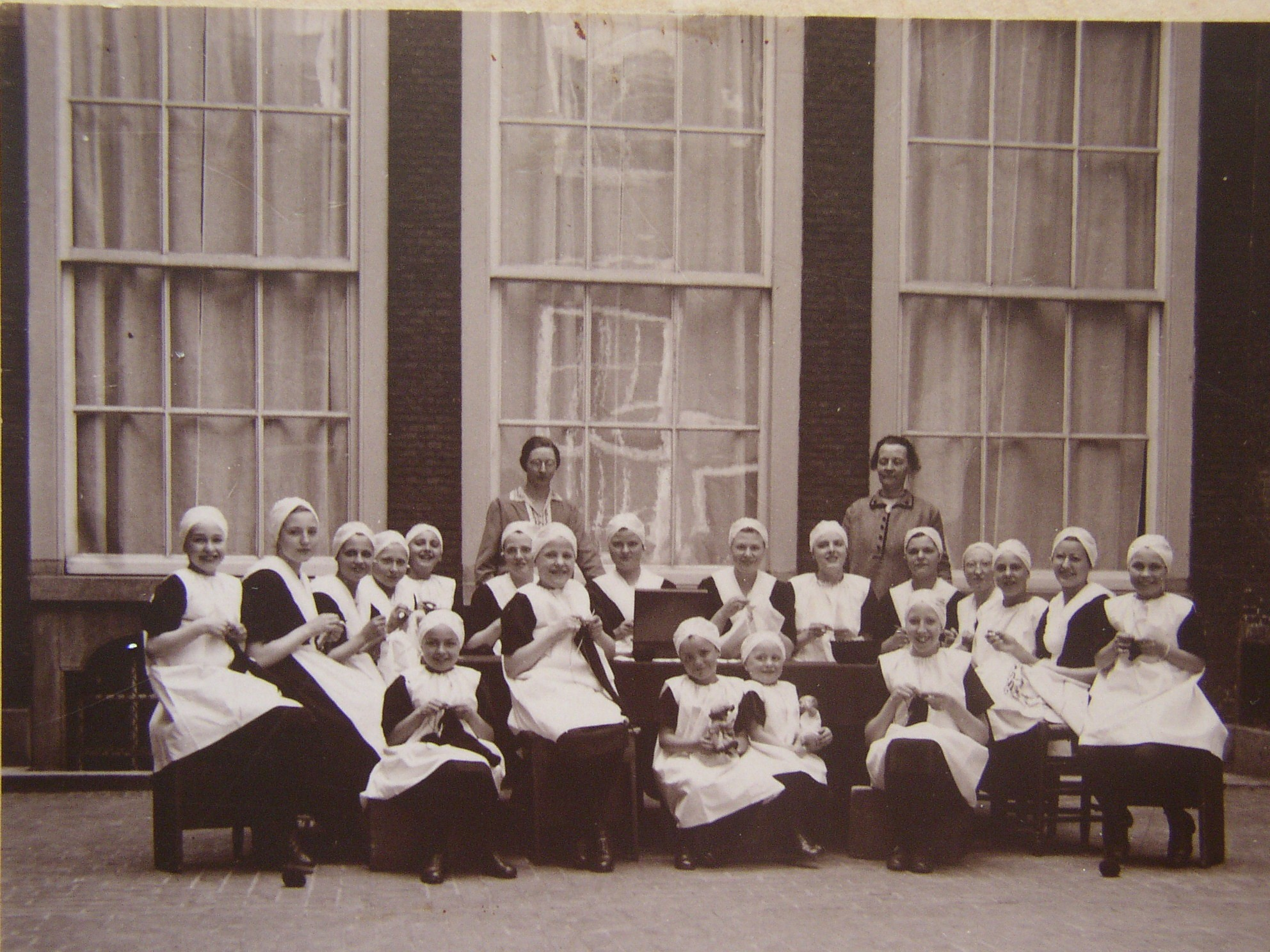
Groepsfoto, datum onbekend

Het Meisjeshuis is een gebouw in de stad Delft, in de Nederlandse provincie Zuid-Holland. Het pand bevindt zich aan de Oude Delft. 

## Weeshuis
Het Meisjeshuis was tussen 1578 en 1954 een weeshuis voor halfwezen meisjes uit hervormde gezinnen. De meisjes moesten minimaal nog één levende ouder hebben. Het huidige pand dateert van 1769. Daarvoor stond op dezelfde plek een Heilige Geestzusterhuis, dat bij de grote stadsbrand in 1536 verloren ging. Het pand dat daarna werd gebouwd, kreeg in 1578 de functie van weeshuis. In 1767 werd ook dit gebouw afgebroken en werd in 1769 de ‘nieuwbouw’ geopend, in Lodewijk XV-stijl ontworpen door Nicolaas Terburgh.
Aanvankelijk ging het om 18 halfwezen, maar in het nieuwe pand was er ruimte voor 32 meisjes. De weesmeisjes moesten tussen de 6 en 10 jaar oud zijn als ze het weeshuis betraden, en van wettige geboorte zijn. De intrede was niet gratis; iedereen moest een bed met toebehoren of een pond Vlaams inbrengen, en bovendien een behoorlijk stel kleren inbrengen. Wanneer een pupil het Meisjeshuis verliet (meestal op de leeftijd van 18 jaar), kreeg ze haar erfdeel weer mee. Na hun achttiende gingen de meisjes meestal in een dienstbetrekking: daar werden ze tijdens hun verblijf in het weeshuis goed voor opgeleid met onderwijs in taal, rekenen, godsdienst, handwerken en koken. Iedere zondag bezochten de meisjes ’s ochtends en ’s middags de diensten in de nabijgelegen Oude Kerk, waar ze twee aan twee naartoe liepen. Na de kerk mochten ze een paar uur naar huis, naar de achtergebleven ouder en eventueel naar broers en/ of zusters die nog thuis woonden. De meisjes droegen een witte schort over hun zwarte jurk. De oudere meisjes droegen een half schort met een witte halsdoek.

## Twintigste eeuw en verder
In de loop van de twintigste eeuw verloren weeshuizen geleidelijk hun functie. In 1954 waren er nog 15 meisjes over. Die meisjes kwamen te wonen in een ander pand in Delft. Het nieuwe adres van het tehuis werd Oostsingel 123. In december 1965 is ook dit pand gesloten en werd het tehuis opgeheven. Er waren toen  nog twee meisjes. Een meisje ging zelfstandig wonen en het andere meisje gaat naar een pleeggezin. Het pand aan de Oude Delft werd verkocht aan de gemeente. De opbrengst kwam ten goede aan de stichting Hulp aan Delftse Jongeren voorheen Het Meisjeshuis, die met de opbrengsten de traditie van jeugdzorg nog altijd voortzet. Ook is er een tijdje een etnografische verzameling te zien geweest, die van 1977 tot eind 2012 in Museum Nusantara was ondergebracht. Verder heeft de gemeente Delft hier de afdeling Welzijn, Onderwijs en Cultuur gehuisvest. Nadat deze afdeling verhuisde, verkocht de gemeente in 2003 het pand terug aan de stichting die oorspronkelijk de weesmeisjes opving. De stichting stelde zich tot doel het pand te beheren vanuit een algemeen maatschappelijk doel.
In 2005 werd het Meisjeshuis na een verbouwing weer in gebruik genomen. Momenteel biedt het pand huisvesting aan 
Sociëteit 'Het Meisjeshuis' , Erfgoedhuis Zuid-Holland en het International Montessori Institute. Enkele zalen in het pand zijn vernoemd naar de eerste regentessen van het Meisjeshuis: Clara van Sparwoude, Ida van Leiden en Heiltje Florisdochter.